# Krater Kara
Krater Kara, krater Karski, krater Karskij (ros.: Карский кратер) – krater uderzeniowy na Półwyspie Jugorskim, Nieniecki Okręg Autonomiczny, Rosja. 
Obecna struktura ma średnicę około 65 km, ale oryginalny krater, obecnie pomniejszony z powodu erozji, miał prawdopodobnie około 120 km średnicy. Ocenia się, że krater ten powstał 70,3 ± 2,2 miliona lat temu (datowanie izotopowe 40Ar/39Ar). Krater jest obecnie niewidoczny na powierzchni. Rozpoznany został w latach 70. XX wieku. Początkowo przypuszczano istnienie dwóch kraterów blisko siebie: pierwszy (Kara) położony u ujścia rzeki Kary do Zatoki Bajdarckiej, oraz drugi (Kara-Ust) położony w większości w morzu. Później wykonana grawimetria terenu wskazuje na istnienie jednego, większego krateru.